# Prospekt (Band)
Prospekt ist eine englische Progressive-Metal-Band aus Oxford, die im Jahr 2008 gegründet wurde.

## Geschichte
Die Band wurde im Jahr 2008 von dem Gitarristen Lee Luland und dem Schlagzeuger Blake Richardson gegründet. Gemeinsam begannen beiden mit den ersten Proben, ehe im Jahr 2009 der Bassist Phil Wicker und dem Sänger Matt Winchester zur Band kamen. Im März 2011 erschien eine erste selbstbetitelte EP. Im Herbst desselben Jahres kam Richard Marshall als Keyboarder zur Band. Zudem übernahm er den Gesang, da Winchester die Band verlassen hatte. 2013 erschien über Sensory Records das Debütalbum The Colourless Sunrise. Das Album wurde von Jens Bogren und Adam „Nolly“ Getgood abgemischt, und von Bogren zudem gemastert. Im Oktober 2014 wird die Band auf dem ProgPower Europe auftreten.

## Stil
Laut Bandbiografie auf Facebook wurde die Band durch Dream Theater, Symphony X, Opeth und Circus Maximus, sowie durch Filmmusik und Fusion beeinflusst. Auch Olaf Schmidt von laut.de hörte in seiner Rezension zum Album The Colourless Sunrise Gemeinsamkeiten zu Symphony X, Dream Theater und Shadow Gallery heraus. Die Band spiele Progressive Metal auf dem Stand 1995. Dabei würden zwei Lieder die Zehn-Minuten-Marke überschreiten. Die Musiker würden auf einem technisch hohen Niveau spielen und der Gitarrist Luland mache von Arpeggios Gebrauch.

## Diskografie
- 2011: Prospekt (EP, Eigenveröffentlichung)
- 2013: The Colourless Sunrise (Album, Sensory Records)